# Iona (Florida)
Iona es un lugar designado por el censo ubicado en el condado de Lee en el estado estadounidense de Florida. En el Censo de 2010 tenía una población de 15.369 habitantes y una densidad poblacional de 580,06 personas por km².

## Geografía
Iona se encuentra ubicado en las coordenadas 26°31′3″N 81°57′33″O / 26.51750, -81.95917. Según la Oficina del Censo de los Estados Unidos, Iona tiene una superficie total de 26.5 km², de la cual 17.09 km² corresponden a tierra firme y (35.51%) 9.41 km² es agua.

## Demografía
Según el censo de 2010, había 15.369 personas residiendo en Iona. La densidad de población era de 580,06 hab./km². De los 15.369 habitantes, Iona estaba compuesto por el 94.87% blancos, el 1.06% eran afroamericanos, el 0.18% eran amerindios, el 1% eran asiáticos, el 0.03% eran isleños del Pacífico, el 1.67% eran de otras razas y el 1.2% pertenecían a dos o más razas. Del total de la población el 5.59% eran hispanos o latinos de cualquier raza.